# Twiningia blandus
Twiningia blandus är en insektsart som beskrevs av Ball 1901. Twiningia blandus ingår i släktet Twiningia och familjen dvärgstritar. Inga underarter finns listade i Catalogue of Life.